# Athlītikos Podosfairikos Syllogos Zakynthos
L'Athlitikos Podosfairikos Sillogos Zakynthos, spesso abbreviata in A.P.S. Zakynthos, o solo Zakynthos, è una squadra di calcio greca di Zante, nelle Isole Ionie. Milita nella Gamma Ethniki, la terza divisione del campionato greco di calcio.

## Storia
L'Athlitikos Podosfairikos Sillogos Zakynthos nacque ufficialmente nel 1969 dopo la fusione con altri due club locali, uno dei quali fondato nel 1961, come mostrato sul logo della squadra.
Il team ha avuto la possibilità di ottenere la promozione in Beta Ethniki nel 1973 e nel 1975 quando ha vinto il campionato locale di Ileia - Zakynthos, partecipando così ai play-off promozione contro altri campioni locali della Grecia meridionale.
Nonostante ciò, la promozione non è arrivata e lo Zakynthos termina secondo posto il gruppo di promozione entrambe le volte. Solo la prima squadra di ciascun gruppo Play-Off aveva infatti il diritto di giocare in Beta Ethniki l'anno successivo.
Dalla metà degli anni '70 fino all'inizio degli anni '80, la squadra partecipa a un nuovo campionato amatoriale chiamato "Ethniki Erasitechniki", ovvero il terzo livello più alto di calcio all'epoca in Grecia. È anche il primo formato del campionato odierno della Gamma Ethniki. Nel 1982, il club è retrocesso nella quarta Divisione nazionale greca di recente creazione e nel 1987 quando è sceso nuovamente in campionati locali.
Gli anni che seguirono videro una costante altalena di promozioni-retrocessioni tra la Delta Ethniki e il campionato locale di Zante.
Alla fine, nel 1997, lo Zakynthos evita di retrocedere nuovamente in Delta Ethniki e, negli anni che seguirono, si mantiene in maniera stabile in campionato, finendo regolarmente nella metà superiore della classifica.
Nel 2006 sono stati promossi per la prima volta in assoluto in Gamma Ethniki dopo aver vinto il campionato nel 6º Gruppo di Delta Ethniki.
Tuttavia, il debutto nella terza divisione non è positivo, con il club nuovamente retrocesso in quarta divisione greca dopo aver terminato ultimo nel girone durante la stagione 2006 - 2007.
Ha riconquistato il titolo nel loro gruppo la stagione successiva, retrocedendo tuttavia in Gamma Ethniki l'anno dopo. Nella stagione 2011-2012 lo Zakynthos raggiunge il suo miglior risultato, finendo terzo nel suo gruppo e gareggiando nella promozione Play-Off, ma senza successo.

### Promozione in Beta Ethniki
Dopo aver concluso al settimo posto nel Gruppo settentrionale nel 2013, dalla Gamma Ethniki, lo Zakynthos è promosso in Football League, favorito dalla decisione della Federcalcio ellenica di aumentare il numero di squadre nella divisione superiore, oltre che dall'incapacità di un certo numero di altri club di supportare la loro partecipazione all'imminente stagione a causa di problemi finanziari. Ciò ha portato a un aumento del numero di squadre della terza divisione promosse, incluso il Zakynthos, come è stato reso ufficiale nel luglio 2013.
La squadra di Zante ha fatto quindi la sua prima apparizione in Football League giocando nel Gruppo settentrionale, concludendo al nono posto ed evitando la retrocessione con facilità. La stagione successiva risulta la più vincente nella storia della squadra, che riesce a finire al quinto posto nel suo gruppo.
Nella stagione 2015-16, i club di Beta Ethniki si sono accorpati in una lega di 18 squadre, comprendente anche lo Zakynthos, giunto alla terza stagione consecutiva in seconda divisione. Tuttavia, durante la stagione il club ha problemi finanziari e subisce per questo una penalizzazione di 3 punti che si rivela determinante nella battaglia finale per non retrocedere. La squadra finisce quindicesima, a un solo punto dalla salvezza e torna quindi nelle divisioni dilettanti.
Ad oggi la seconda divisione greca è il livello più alto mai raggiunto dal Zakynthos.

### Ritorno nei dilettanti
Dopo essere retrocesso dalla Beta Ethniki, lo Zakynthos è ritornato in Gamma Ethniki, il terzo livello calcistico più alto in Grecia. Il club di Zante avrebbe dovuto partecipare alla stagione 2016-17 ma si ritira prima del sorteggio. Nella stagione successiva, disputata sempre in terza divisione, lo Zakynthos viene inserito nel Gruppo 4 e termina il torneo al nono posto, retrocedendo nei campionati amatoriali. Ultimo acquisto nella sessione estiva Cascone Pasquale noto centrocampista di Castellammare di Stabia, ha vestito la maglia del lettere per 3 anni, pronto per questa nuova avventura in Grecia.

## Palmarès
- Gamma Ethniki: 1

2020-2021 (gruppo 9)
- Delta Ethniki: 1

2007-2008 (gruppo 6)